# Patates duquessa
Les patates duquessa o patates duquesses (del francès pommes duchesse) són una especialitat culinària francesa a base de patata. Es preparen a partir de puré, al qual s'afegeix ou i es modela amb diferents formes, sigui en forma d'insígnia, fetes mitjançant una mànega pastissera amb el filtre adequat, o en forma de bola, que es modela amb les mans. Es posen en el forn sobre una plata de forn i es dauren alguns minuts. Les que es produeixen en forma industrial es venen precuites i congelades. Se serveixen per a acompanyar diferents plats de carn.